# Condado de Kalamazoo
O Condado de Kalamazoo é um dos 88 condados do estado americano de Michigan. A sede do condado é Kalamazoo, e sua maior cidade é Kalamazoo.
O condado possui uma área de 1 503 km² (dos quais 47 km² estão cobertos por água), uma população de 250331 habitantes, e uma densidade populacional de 172 hab/km² (segundo o censo nacional de 2010).